# Kirchschlag (Dolna Austria)
Kirchschlag – gmina targowa w Austrii, w kraju związkowym Dolna Austria, w powiecie Zwettl. Według Austriackiego Urzędu Statystycznego liczyła 657 mieszkańców (1 stycznia 2014).